# 薩卡特村 (亞利桑那州)
薩卡特村（英語：Sacate Village）是位於美國亞利桑那州皮納爾縣的一個人口普查指定地區。根據2010年美國人口普查，該地人口為169人，而該地的面積約為9.02平方千米。

## 地理
薩卡特村的座標為33°08′30″N 111°58′52″W / 33.14167°N 111.98111°W，而該地最高點為海拔高度333米（即1093英尺）。